# Хут, Малич Салихович

На праздновании 70-летия 9-й мсд Майкоп 1988

Малич Салихович Хут (9 мая 1932, а. Джиджихабль, Теучежский район, Адыгейская АО, Краснодарский край, РСФСР, СССР — 1 января 1989, Майкоп, Адыгейская АО, Краснодарский край, РСФСР, СССР) — советский государственный и партийный деятель. Председатель Адыгейского облисполкома (1968—1980). Первый секретарь Адыгейского обкома КПСС (1983—1989).
Кандидат экономических наук (1964).

## Биография
Родился 9 мая 1932 года в ауле Джиджихабль Теучежского района Адыгейской автономной области Краснодарского края, в семье крестьянина. Член КПСС с 1958 года.
Трудовую деятельность начал в 1950 году участковым агрономом Теучежской МТС. С 1951 по 1956 годы учился в Кубанском сельскохозяйственном институте. В 1956—1961 годах работал старшим агрономом, заместителем председателя колхоза «Октябрь» Теучежского района, главным агрономом инспекции по сельскому хозяйству, заместителем председателя и начальником инспекции по сельскому хозяйству Теучежского райисполкома.
После окончання в 1963 году аспирантуры Всесоюзного научно-исследовательского института масличных и эфиромасличных культур, работал помощником первого секретаря Адытейского обкома КПСС, заместителем начальника областного управления производства и заготовок сельхозпродуктов, заведующим сельскохозяйственным отделом Адыгейского обкома КПСС.
В 1964 защитил диссертацию на соискание учёной степени кандидата экономических наук. Тема диссертации: «Размещение и специализация сельского хозяйства Адыгейской автономной области».
С 1968 по 1979 годы работал председателем исполкома Адыгейского областного Совета народных депутатов, в 1979—1983 годах — заместнтелем председателя исполкома Краснодарского краевого Совета народных депутатов.
В 1983—1989 гг. — первый секретарь Адыгейского областного комитета КПСС.
Избирался депутатом Верховного Совета РСФСР 8-го и 9-го созывов, депутатом Верховного Совета СССР 11-го созыва.
Умер 1 января 1989 года. Полковник Хут похоронен с воинскими почестями на Аллее Славы городмкого кладбища

## Семья
- жена
- два сына

## Награды
- Три ордена Трудового Красного Знамени
- Орден Знак Почёта

## Память

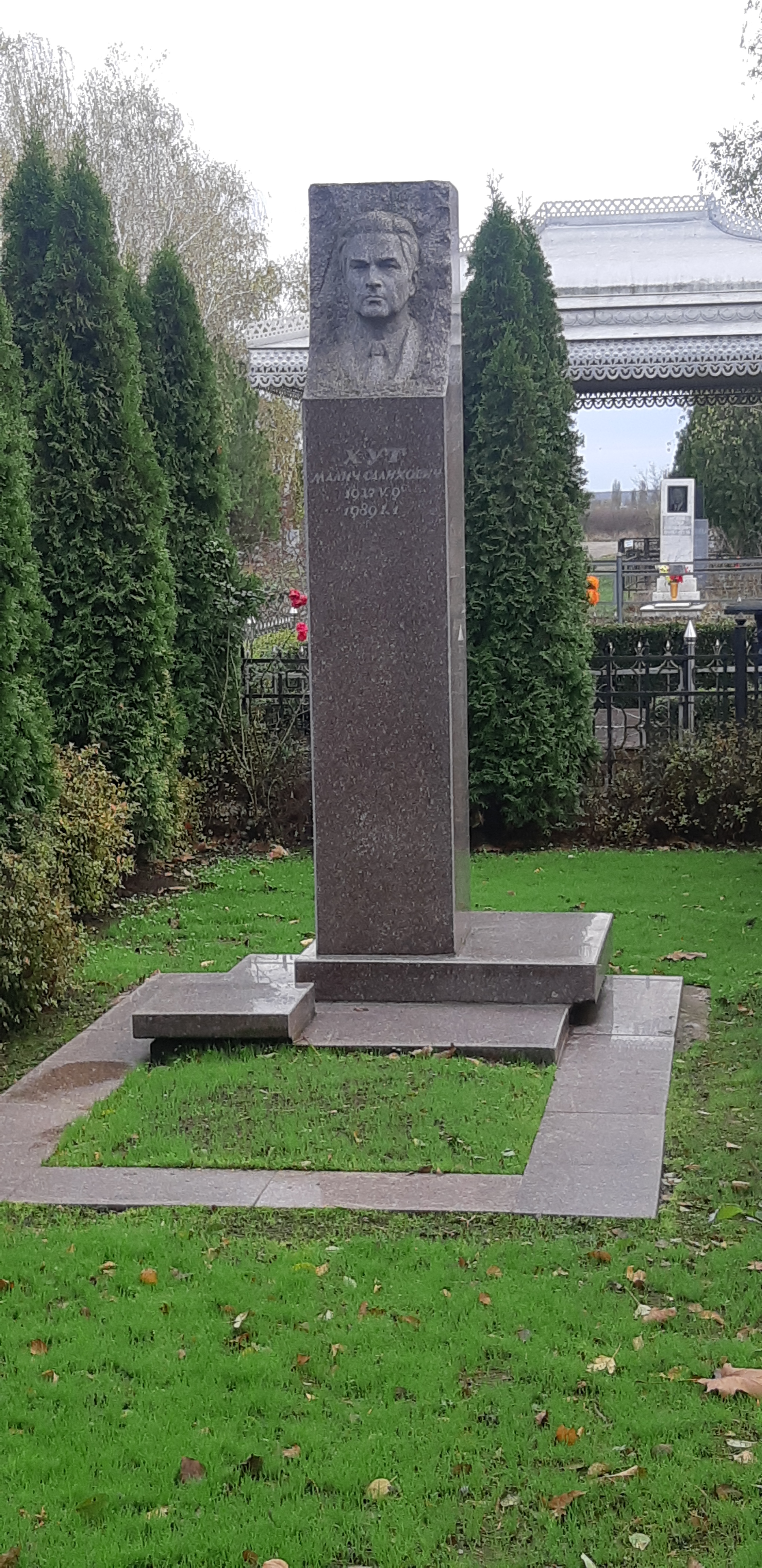
Памятник Хуту М. С. Аллея Славы Майкоп 2023

- В Майкопе на Аллее Славы городмкого кладбища установлен надгробный памятник